# 湖南焼

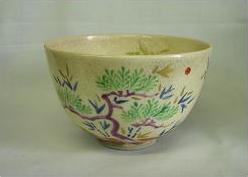
保全作 松竹梅茶碗 高さ7.6、口径11.9
湖南窯

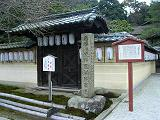
史跡：円満院
（大津市三井寺町）

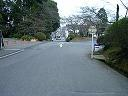
三井寺門前より見た現在の様子

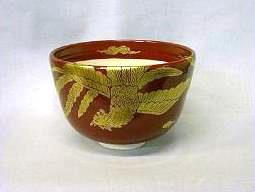
金襴手鳳凰文茶碗

湖南焼（こなんやき）は1851年（嘉永4年）-1854年（嘉永7年）の間に、滋賀県大津市長等山下、札之辻、または園城寺下鹿関町地域で作られた陶磁器である。落款印には「永樂」、「河濱支流」、「三井御濱」の押捺を持ち、永樂保全が最後に築いた窯として近世陶磁史に名を残す。

## 歴史
1851年（嘉永4年）に円満院門跡覚諄法親王の支援により、永樂保全が開窯する。色々な階層の人々に接して「河濱焼」、「三井御濱焼」、「長等山焼」などを試みるが、1854年（嘉永7年）保全の死去により廃れる。伝来品は数少ないが保全最晩年の作として名品が多く高い評価を得ている。
又、窯跡は未だ不明のままである。地域住宅の変貌および京都に通じる疏水路工事による地相変化の為、現在では窯跡の発見は不可能と云う説が有力である。

## 特徴
伝来品は茶道具（茶道）、煎茶道具（煎茶道）、雑器など様々な物が現在伝世している。又、短期間で住居を移転し、そのつど作風も変化している。主な作風として祥瑞、古染付、赤絵、金襴手、鉄絵陶器が多い、ただ特筆すべきは金彩の作品が特に多い事である。豊富に金を使う事によって何を意図したか不明であるが、近世最後の名工としての自負が感じられる。
また、滋賀県立陶芸の森に所蔵されている「金襴手龍文馬上杯」などは同時代の焼物には類を見ない形で、当時西洋より輸入されたガラス器の影響を受けたものと考えられる。
晩年、息子和全と不仲になり京都を離れ地方を流転するが、強い個性ゆえ他と交えることが出来なかったのであろう。湖南焼の特徴と云えば保全の個性的な創造力と云っても過言ではない、それ故にこそ現在まで作品の力が衰えず魅力を保っている。同時代の名工、青木木米、高橋道八に比べ不遇な晩年であったと語られるが、作品より奏でられる高い品格がその説を砕く。晩年まで貫いた創作力の強さこそが真の保全の姿であったと考えられる。紀州徳川家の偕楽園焼、摂州高槻城主、永井直輝による高槻焼をはじめ各地の大名や門跡寺院など、各地の御庭窯に招かれて指導にあたったことは陶技の伝播を考える上で陶磁史に不動の功績を残している。

## 概説
湖南焼ハ永楽保全江州石山ノ辺長等山ノ土ヲ取リ製スル所ト云ヒ或ハ同所ニ窯ヲ開キタリトモ云フ何ガ真ナルカ詳カナラズ其製スル所磁器染付多シ裏面ニ湖南ニ於テ永楽之造ト記セリ
附シテ云フ永楽ノ家ニ暫々書ヲ寄セテ問フモ更ニ得ル所ナシ
（陶器類集1-3、高木如水著）著作権：文化庁長官裁定、裁定年月日：2006年1月23日

## 伝世品
- 金呉須花鳥文鉢 永楽印 口径12.5cm 湖南焼 京都国立博物館
- 金襴手馬上杯 高8.5×口径7.9×底径4.5 湖南焼 滋賀県立陶芸の森